# Kuesta
Kuesta (próg denudacyjny, próg strukturalny) – stromy, asymetryczny stopień lub próg powstały na obszarze o budowie monoklinalnej wskutek różnej odporności warstw skalnych na denudację (erozja selektywna). Typowa kuesta – progi Basenu Paryskiego.
Charakterystyczna kuesta występuje na terenie Wyżyny Krakowsko-Częstochowskiej. Zachodnia krawędź tej wyżyny nazywana jest kuestą jurajską.